# Cena kněžny asturské

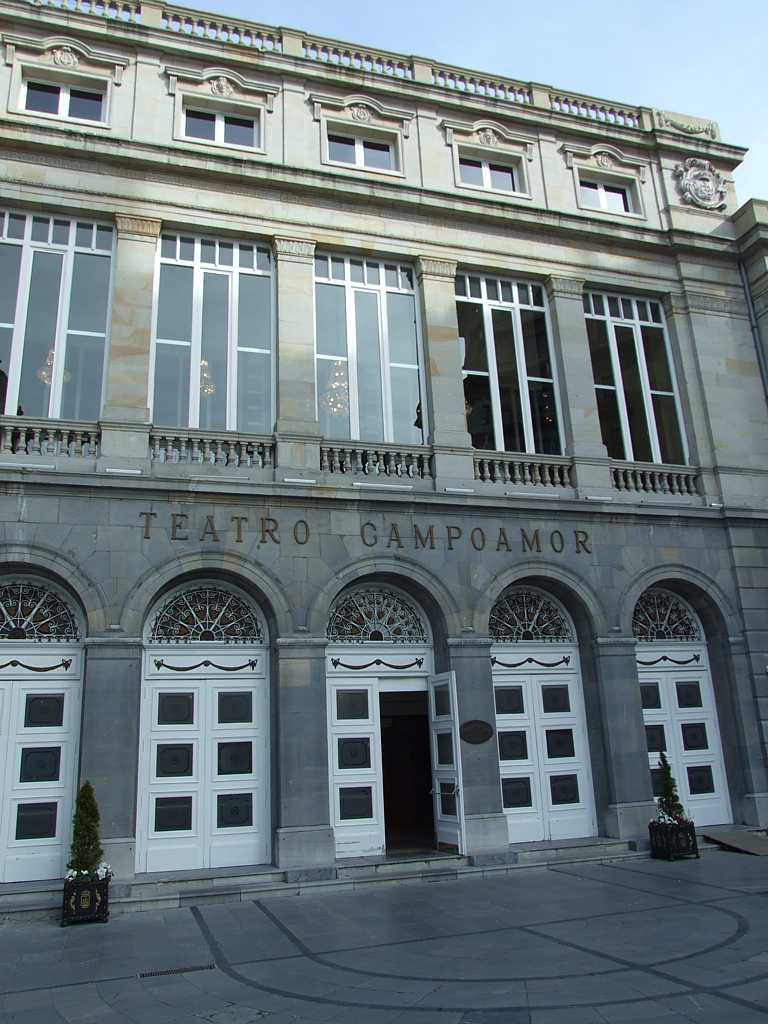
Divadlo Campoamor v Oviedu, kde se ceny předávají.

Cena kněžny asturské (španělsky: Premios Princesa de Asturias, česky někdy uváděná i jako Cena princezny asturské; do roku 2014 Cena knížete asturského) je ocenění udílené od roku 1981 ve Španělsku jednotlivcům, skupinám lidí či organizacím z celého světa za pozoruhodné úspěchy v různých oblastech vědy, kultury a mezinárodních vztahů.

## Historie
24. září 1980 byla v Oviedu (hlavním městě španělské provincie Asturie) za přítomnosti španělského královského páru a korunního prince Filipa založena Nadace knížete asturského (španělsky Fundación Príncipe de Asturias). Jejím čestným předsedou se stal tehdy dvanáctiletý Filip, který byl jako následník trůnu nositelem titulu Kníže z Asturie.
V roce 1981 pak nadace začala udílet každoroční Ceny knížete asturského (Premios Príncipe de Asturias). Slavnostní předávání cen probíhá vždy na podzim v Oviedu a Filip se ho zúčastnil každý rok s jedinou výjimkou v roce 1984, kdy studoval v zahraničí a ceny předal jeho otec, král Juan Carlos I.
V roce 2014 se Filip stal španělským králem a titul kněžny asturské přešel na jeho starší dceru Leonor. Ta se stala novou čestnou předsedkyní nadace a v souladu s tím byla od roku 2015 přejmenována jak nadace (Fundación Princesa de Asturias - Nadace kněžny asturské), tak i ceny. Vzhledem k nízkému věku princezny však zatím ceny předává jejím jménem i nadále její otec.
Součástí každé ceny je diplom, odznak nadace, soška, kterou navrhl Joan Miró, a finanční odměna. Pokud se oceněný z jakéhokoliv důvodu nezúčastní ceremoniálu v Oviedu, obdrží pouze diplom.

## Kategorie

### Umění
- 1981: Jesús López Cobos
- 1982: Pablo Serrano Aguilar
- 1983: Eusebio Sempere
- 1984: Orfeón Donostiarra
- 1985: Antonio López García
- 1986: Luis García Berlanga
- 1987: Eduardo Chillida
- 1988: Jorge Oteiza
- 1989: Oscar Niemeyer
- 1990: Antoni Tàpies
- 1991: Alfredo Kraus, José Carreras, Teresa Berganza, Pilar Lorengar, Plácido Domingo, Montserrat Caballé a Victoria de los Ángeles
- 1992: Roberto Matta
- 1993: Francisco Javier Sáenz de Oiza
- 1994: Alicia de Larrocha
- 1995: Fernando Fernán-Gómez
- 1996: Joaquín Rodrigo
- 1997: Vittorio Gassman
- 1998: Sebastião Salgado
- 1999: Santiago Calatrava
- 2000: Barbara Hendricks
- 2001: Krzysztof Penderecki
- 2002: Woody Allen
- 2003: Miquel Barceló
- 2004: Paco de Lucía
- 2005: Maja Plisecká a Tamara Rojo
- 2006: Pedro Almodóvar
- 2007: Bob Dylan
- 2008: Sistema de Orquesta Juvenil e Infantil de Venezuela
- 2009: Norman Foster
- 2010: Richard Serra
- 2011: Riccardo Muti
- 2012: Rafael Moneo
- 2013: Michael Haneke
- 2014: Frank Gehry
- 2015: Francis Ford Coppola
- 2016: Núria Espert
- 2017: William Kentridge
- 2018: Martin Scorsese
- 2019: Peter Brook
- 2020: Ennio Morricone a John Williams
- 2021: Marina Abramovićová
- 2022: Carmen Linaresová a María Pagésová
- 2023: Meryl Streepová

### Komunikace a humanitní vědy
- 1981: María Zambranová
- 1982: Mario Bunge
- 1983: deník El País
- 1984: Claudio Sánchez Albornoz
- 1985: José Ferrater Mora
- 1986: O Globo
- 1987: deník El Espectador a deník El Tiempo
- 1988: Horacio Sáenz Guerrero
- 1989: Fondo de Cultura Económica a Pedro Laín Entralgo
- 1990: José Simeón Cañas University
- 1991: Luis María Anson
- 1992: Emilio García Gómez
- 1993: Revista Vuelta, Octavio Paz
- 1994: španělská misie ve Rwandě a Burundi
- 1995: José Luis López Aranguren a agentura EFE
- 1996: Indro Montanelli a Julián Marías
- 1997: CNN a Václav Havel
- 1998: Reinhard Mohn a Somaly Mam
- 1999: Instituto Caro y Cuervo
- 2000: Umberto Eco
- 2001: George Steiner
- 2002: Hans Magnus Enzensberger
- 2003: Ryszard Kapuściński a Gustavo Gutiérrez Merino
- 2004: Jean Daniel
- 2005: Alliance française, Società Dante Alighieri, British Council, Goethe-Institut, Instituto Cervantes a Instituto Camões
- 2006: National Geographic Society
- 2007: časopis Nature a časopis Science
- 2008: Google
- 2009: Mexická národní autonomní univerzita
- 2010: Alain Touraine a Zygmunt Bauman
- 2011: Royal Society
- 2012: Šigeru Mijamoto
- 2013: Annie Leibovitz
- 2014: Quino
- 2015: Emilio Lledó Íñigo
- 2016: James Nachtwey
- 2017: Les Luthiers
- 2018: Alma Guillermoprieto
- 2019: Museo del Prado
- 2020: Mezinárodní knižní veletrh Guadalajara a Hay Festival
- 2021: Gloria Steinemová
- 2022: Adam Michnik
- 2023: Nuccio Ordine

### Mezinárodní spolupráce
- 1981: José López Portillo
- 1982: Enrique V. Iglesias
- 1983: Belisario Betancur
- 1984: Contadora Group
- 1985: Raúl Alfonsín
- 1986: Univerzita v Salamance a Univerzita Coimbra
- 1987: Javier Pérez de Cuéllar
- 1988: Óscar Arias, Fatiha Boudiaf
- 1989: Jacques Delors a Michail Gorbačov
- 1990: Hans-Dietrich Genscher
- 1991: Vysoký komisař Organizace spojených národů pro uprchlíky
- 1992: Nelson Mandela a Frederik Willem de Klerk
- 1993: modré barety Organizace spojených národů v bývalé Jugoslávii
- 1994: Jásir Arafat a Jicchak Rabin
- 1995: Mário Soares
- 1996: Helmut Kohl
- 1997: vláda Guatemaly a Guatemalan National Revolutionary Unity
- 1998: Fatiha Boudiaf, Olayinka Koso-Thomas, Graça Machelová, Rigoberta Menchú, Fatana Ishaq Gailani, Emma Bonino a Somaly Mam
- 1999: Pedro Duque, John Glenn, Chiaki Mukai a Valerij Poljakov
- 2000: Fernando Henrique Cardoso
- 2001: Mezinárodní vesmírná stanice
- 2002: The Scientific Committee on Antarctic Research
- 2003: Luiz Inácio Lula da Silva
- 2004: Evropská unie
- 2005: Simone Veilová
- 2006: Bill and Melinda Gates Foundation
- 2007: Al Gore
- 2008: Ifakara Health Research and Development Centre (Tanzanie), Malaria Research and Training Centre (Mali), Kintampo Health Research Centre (Ghana) and Manhiça Centre of Health Research (Mosambik)
- 2009: Světová zdravotnická organizace (WHO)
- 2010: The Transplantation Society a Organización Nacional de Trasplantes
- 2011: Bill Drayton
- 2012: Mezinárodní červený kříž
- 2013: Společnost Maxe Plancka
- 2014: Fulbrightův program
- 2015: Wikipedie
- 2016: Rámcová úmluva OSN o změně klimatu a Pařížská dohoda
- 2017: The Hispanic Society of America
- 2018: Amref Health Africa
- 2019: Salman Khan a Khan Academy
- 2020: GAVI (Aliance pro očkování)
- 2021: Camfed
- 2022: Ellen MacArthurová
- 2023: Drugs for Neglected Diseases Initiative

### Sociální vědy
- 1981: Román Perpiñá
- 1982: Antonio Domínguez Ortiz
- 1983: Julio Caro Baroja
- 1984: Eduardo García de Enterría
- 1985: Ramón Carande Thovar
- 1986: José Luis Pinillos
- 1987: Juan José Linz
- 1988: Luis Díez del Corral a Luis Sánchez Agesta
- 1989: Enrique Fuentes Quintana
- 1990: Rodrigo Uría González
- 1991: Miguel Artola Gallego
- 1992: Juan Velarde Fuertes
- 1993: Silvio Zavala
- 1994: Aurelio Menéndez Menéndez
- 1995: Joaquim Veríssimio Serrão
- 1996: John Huxtable Elliott
- 1997: Martín de Riquer Morera
- 1998: Jacques Santer a Pierre Werner
- 1999: Raymond Carr
- 2000: Carlo Maria Martini
- 2001: Colegio de México a Juan Iglesias Santos
- 2002: Anthony Giddens
- 2003: Jürgen Habermas
- 2004: Paul Krugman
- 2005: Giovanni Sartori
- 2006: Mary Robinson
- 2007: Ralf Dahrendorf
- 2008: Tzvetan Todorov
- 2009: David Attenborough
- 2010: archeologové Terakotové armády
- 2011: Howard Gardner
- 2012: Martha Nussbaumová
- 2013: Saskia Sassenová
- 2014: Joseph Pérez
- 2015: Esther Duflo
- 2016: Mary Beard
- 2017: Karen Armstrong
- 2018: Michael Sandel
- 2019: Alejandro Portes
- 2020: Dani Rodrik

- 2021: Amartya Sen
- 2022: Eduardo Matos Moctezuma
- 2023: Hélène Carrère d'Encausseová

### Sport
- 1987: Sebastian Coe
- 1988: Juan Antonio Samaranch
- 1989: Seve Ballesteros
- 1990: Alfonso "Sito" Pons
- 1991: Sergej Bubka
- 1992: Miguel Induráin
- 1993: Javier Sotomayor
- 1994: Martina Navrátilová
- 1995: Hassiba Boulmerka
- 1996: Carl Lewis
- 1997: španělský maratonský tým
- 1998: Arantxa Sánchezová Vicariová
- 1999: Steffi Grafová
- 2000: Lance Armstrong
- 2001: Manuel Estiarte
- 2002: Brazilská fotbalová reprezentace
- 2003: Tour de France
- 2004: Hicham El Guerrouj
- 2005: Fernando Alonso
- 2006: Španělská mužská basketbalová reprezentace
- 2007: Michael Schumacher
- 2008: Rafael Nadal
- 2009: Jelena Isinbajevová
- 2010: Španělská fotbalová reprezentace
- 2011: Haile Gebrselassie
- 2012: Iker Casillas a Xavi Hernández
- 2013: José María Olazábal
- 2014: Maraton v New Yorku
- 2015: Marc Gasol a Pau Gasol
- 2016: Javier Gómez
- 2017: Novozélandská ragbyová reprezentace
- 2018: Reinhold Messner a Krzysztof Wielicki
- 2019: Lindsey Vonn
- 2020: Carlos Sainz

- 2021: Teresa Peralesová
- 2022: Olympic Refuge Foundation a Refugee Olympic Team at the Olympics
- 2023: Eliud Kipchoge

### Technický a vědecký výzkum
- 1981: Alberto Sols
- 1982: Manuel Ballester
- 1983: Luis Antonio Santaló
- 1984: Antonio García Bellido
- 1985: Emilio Rosenblueth a David Vázquez Martínez
- 1986: Antonio González González
- 1987: Pablo Rudomín a Jacinto Convit
- 1988: Manuel Cardona a Marcos Moshinsky
- 1989: Guido Münch
- 1990: Salvador Moncada a Santiago Grisolía
- 1991: Francisco Bolívar Zapata
- 1992: Federico García Moliner
- 1993: Amable Liñán
- 1994: Manuel Patarroyo
- 1995: Manuel Losada Villasante a Instituto Nacional de Biodiversidad
- 1996: Valentín Fuster
- 1997: výzkumný tým Atapuerca
- 1998: Emilio Méndez Pérez a Pedro Miguel Etxenike Landiríbar
- 1999: Ricardo Miledi a Enrique Moreno González
- 2000: Luc Montagnier a Robert Gallo
- 2001: Craig Venter, John Sulston, Hamilton O. Smith, Francis Collins a Jean Weissenbach
- 2002: Robert E. Kahn, Vint Cerf, Tim Berners-Lee a Lawrence Roberts
- 2003: Jane Goodallová
- 2004: Judah Folkman, Tony Hunter, Joan Massagué Solé, Bert Vogelstein a Robert Weinberg
- 2005: António Damásio
- 2006: Juan Ignacio Cirac
- 2007: Ginés Morata Pérez a Peter Lawrence
- 2008: Sumio Iidžima, Šúdži Nakamura, Robert Langer, George M. Whitesides a Tobin Marks
- 2009: Martin Cooper a Raymond Tomlinson
- 2010: David Julius, Linda Watkins a Baruch Minke
- 2011: Joseph Altman, Arturo Álvarez-Buylla a Giacomo Rizzolatti
- 2012: Gregory Winter a Richard Lerner
- 2013: Peter Higgs, François Englert a CERN
- 2014: Avelino Corma Canós, Mark E. Davis a Galen Stucky
- 2015: Emmanuelle Charpentierová a Jennifer Doudnaová
- 2016: Hugh Herr
- 2017: Rainer Weiss, Kip Thorne, Barry Barish a projekt LIGO
- 2018: Svante Pääbo
- 2019: Joanne Chory a Sandra Myrna Díaz
- 2020: Emmanuel Candès, Ingrid Daubechies, Yves Meyer a Terence Tao

- 2021: Katalin Karikóová, Drew Weissman, Philip Felgner, Uğur Şahin, Özlem Türeciová, Derrick Rossi a Sarah Gilbertová
- 2022: Geoffrey Hinton, Yann LeCun, Yoshua Bengio a Demis Hassabis
- 2023: Jeffrey Ivan Gordon, Everett Peter Greenberg a Bonnie Basslerová

### Svornost
- 1986: Vicaría de la Solidaridad (Chile)
- 1987: Villa El Salvador
- 1988: Mezinárodní svaz ochrany přírody a Světový fond divočiny
- 1989: Stephen Hawking
- 1990: Sefardské komunity
- 1991: Medicus Mundi a Lékaři bez hranic
- 1992: American Foundation for AIDS Research (AMFAR)
- 1993: koordinátor Gesto por la Paz v Baskicku
- 1994: Save the Children, National Movement of Street Children a Poslové míru OSN
- 1995: jordánský král Husajn I.
- 1996: Adolfo Suárez
- 1997: Yehudi Menuhin a Mstislav Rostropovič
- 1998: Nicolás Castellanos, Vicente Ferrer, Joaquín Sanz Gadea a Muhammad Yunus
- 1999: Caritas Španělsko
- 2000: Real Academia Española a Asociación de Academias de la Lengua Española
- 2001: světová síť biosférických rezervací
- 2002: Daniel Barenboim a Edward Said
- 2003: Joanne Rowlingová
- 2004: Svatojakubská cesta
- 2005: Společnost Dcer křesťanské lásky svatého Vincence de Paul
- 2006: Dětský fond Organizace spojených národů (UNICEF)
- 2007: Jad Vašem
- 2008: Ingrid Betancourtová
- 2009: město Berlín
- 2010: Manos Unidas
- 2011: likvidátoři havárie elektrárny Fukušima
- 2012: FESBAL (Španělská federace potravinových bank)
- 2013: Organización Nacional de Ciegos Españoles
- 2014: Caddy Adzuba
- 2015: Hospitálský řád sv. Jana z Boha
- 2016: SOS dětské vesničky
- 2017: Evropská unie
- 2018: Sylvia Earle
- 2019: Gdaňsk
- 2020: Zdravotníci v první linii proti covidu-19

- 2021: José Andrés a World Central Kitchen
- 2022: Šigeru Ban
- 2023: Mary's Meals